# Stalen Monsters
Stalen Monsters is een darkride in het Spoorwegmuseum in de Nederlandse stad Utrecht en is geopend in 2005 na de laatste grote verbouwing van het museum.

## Rit
De eerste versie van de attractie was geopend vanaf 2005 tot en met november 2020. De attractie werd toen circa een maand gesloten voor groot onderhoud, waarbij een aantal aanpassingen werden doorgevoerd. Op 8 december 2020 opende de tweede versie.

### 2020 - heden
De wachtrij is gedecoreerd als expositieruimte waar diverse objecten liggen die te maken hebben met werken op het spoor, zoals treinkaartjes, lampen en borden. In het midden van de ruimte hangt een televisiescherm waarop bezoekers mee kunnen doen met een quiz. De vragen in de quiz hebben betrekking op de voorwerpen die in de wachtruimte liggen. Het desbetreffende voorwerp tijdens de quizvraag wordt met een spotlamp verlicht. Aan het eind van de wachtrij staat een sein. Bij een rood sein dienen bezoekers te wachten. Wanneer het sein op wit springt mogen er acht bezoekers op twee grote stickers gaan staan. Op de stickers staan de voertuigen van bovenaf afgebeeld. Hierna opent zich een witte schuifdeur en mogen de acht bezoekers plaats nemen in de voorshow. Hier wordt een video getoond over spoorwegmateriaal. Na de voorshow komen bezoekers bij het instapstation terecht.

De rit, een bochtig traject, wordt afgelegd in een voertuig voor vier personen in de vorm van een mijnwagon. Het voertuig rijdt omhoog langs een seinhuis en vervolgt zijn weg langzaam neerwaarts langs een stoomlocomotief. De onderzijde van de locomotief wordt belicht en er wordt mist gespoten. Direct hierna volgt een bijna-aanrijding met een andere stoomtrein. Een draaischijf laat het voertuig een kwartslag keren, waarna het via een werkplaats terecht komt. In de werkplaats loopt het traject dood. Het voertuig rijdt een draaischijf op dat het voertuig een kwartslag draait, waarna een vrije val van drie meter volgt. Het voertuig komt uit onder een locomotief dat verlicht is met blauwe verlichting. Via een donkere gang rijdt het voertuig opwaarts en is bovenlangs een treinstel te zien dat over de bezoekers rijdt. Boven verandert een sein van stand en is een silhouet te zien van twee personen die naar het langsrijdende voertuig wijzen, terwijl ze achteruit lopen. Hierop rijdt het voertuig tussen twee personenwagons door op twee felle koplampen af en is er het harde geluid van een afremmende trein hoorbaar. De lichten doven, waarna een Mat '34 treinstel oplicht en het voertuig vaart maakt om langs de trein te rijden. In de laatste ruimte is een werkkantine te zien waar afbeeldingen van spoorwegpersoneel te zien zijn. Hierna betreedt het voertuig het uitstapstation.

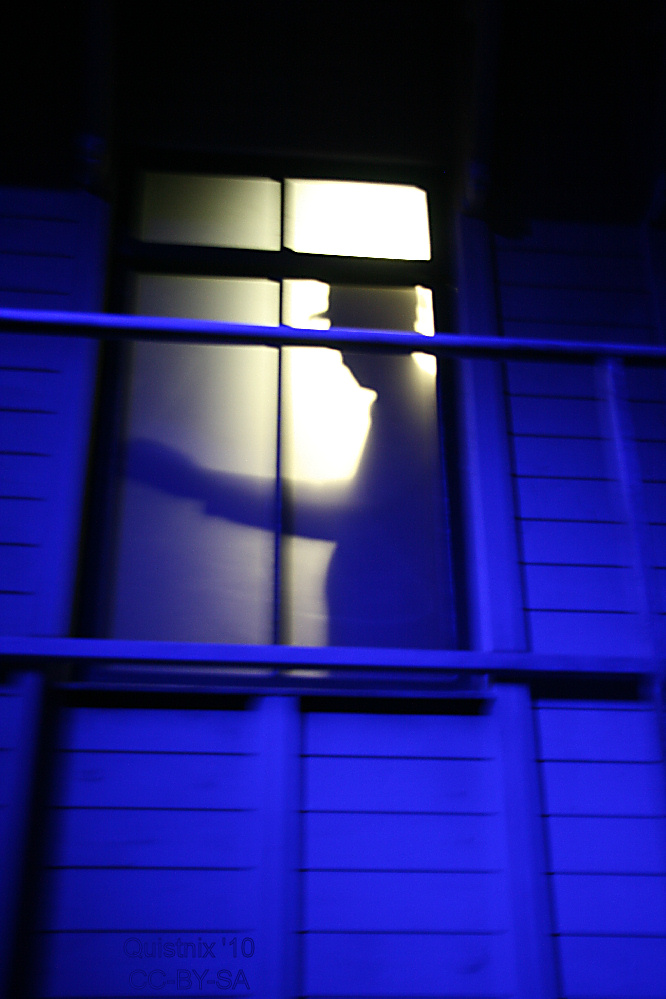
Seinhuis
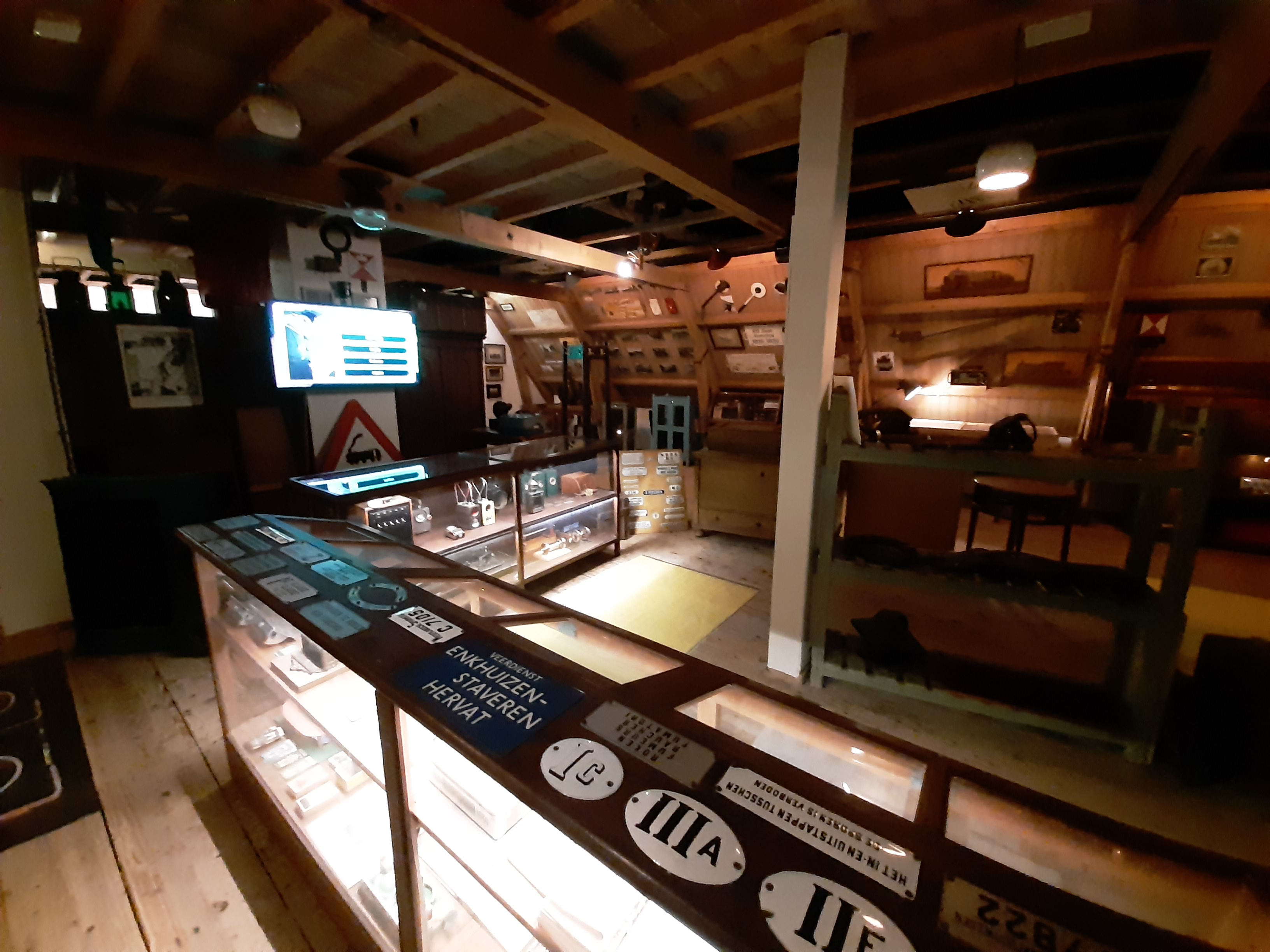
Wachtruimte
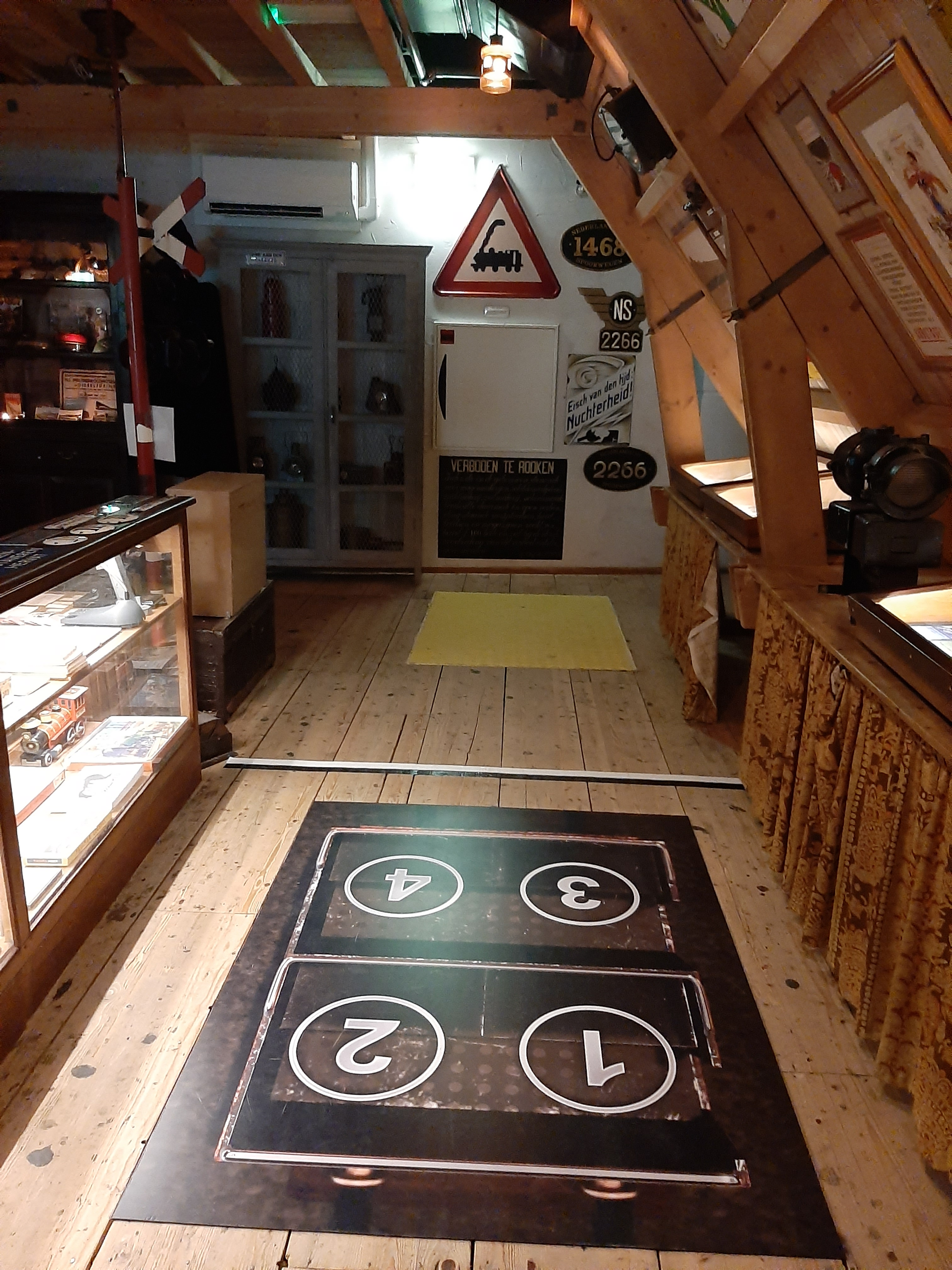
'Voorsorteren' in de wachtrij
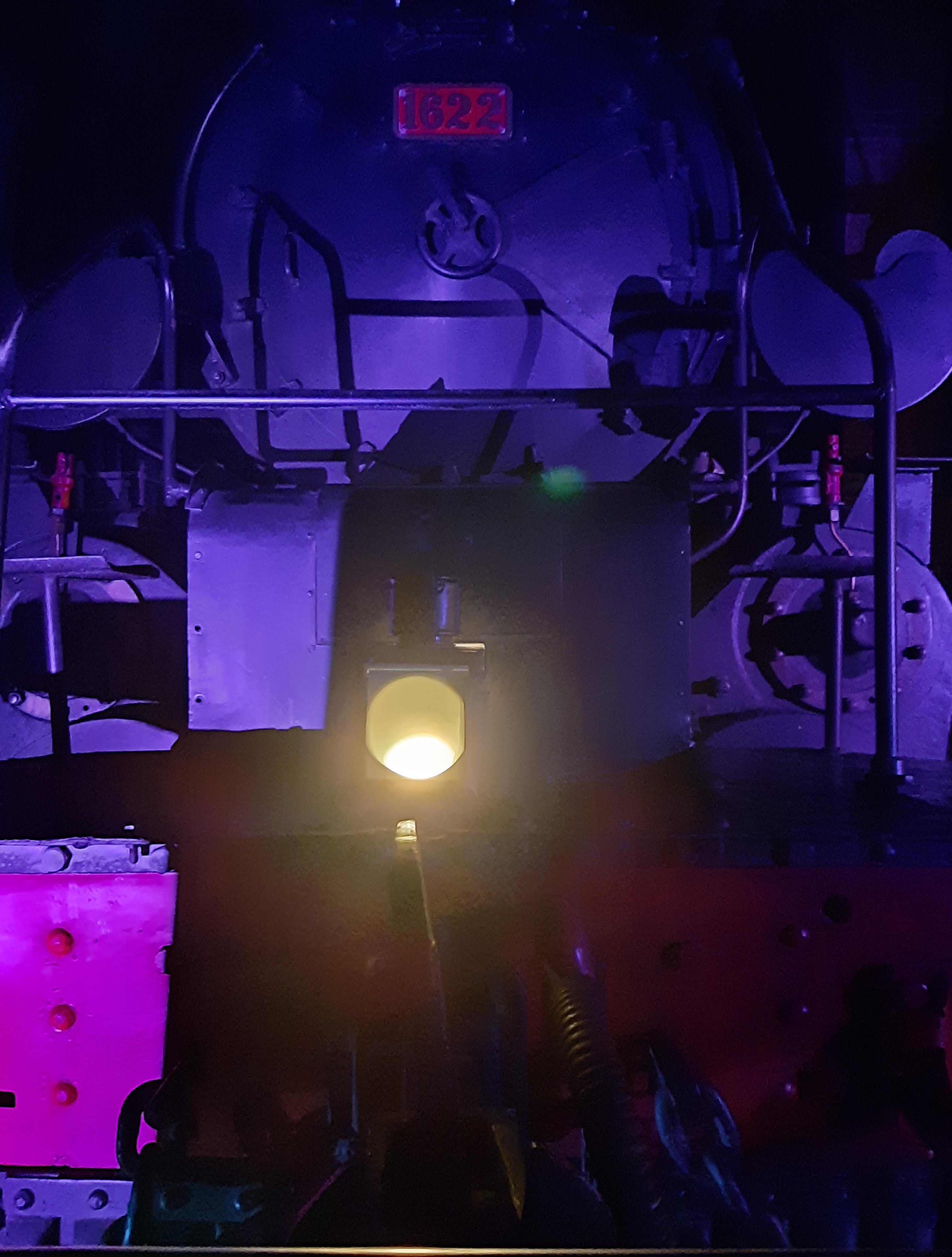
Tijdens de rit
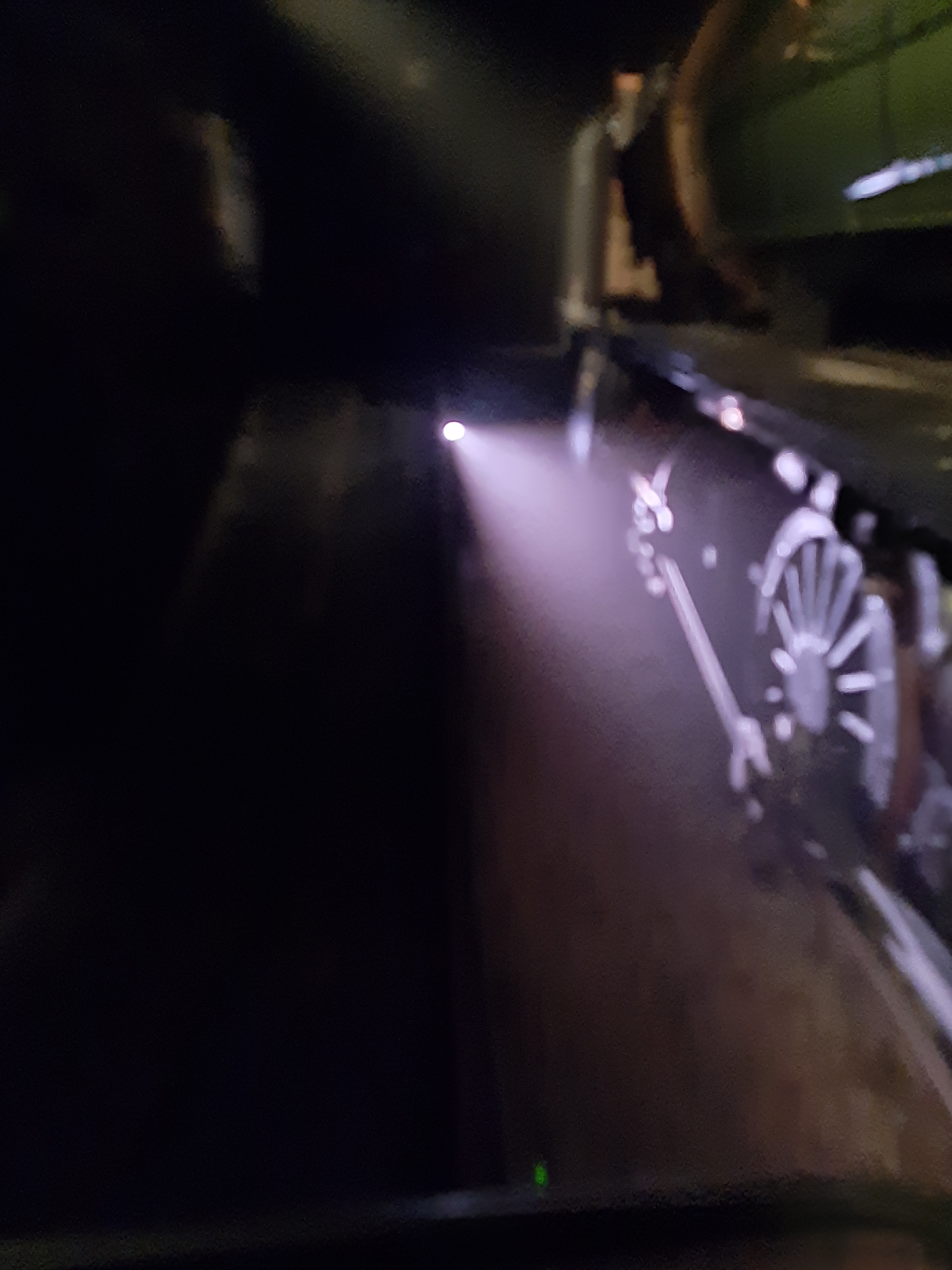
Tijdens de rit

#### Verschillen met vorige versie
Tijdens de renovatie in 2020 zijn een aantal gewijzigd vergeleken met de eerste versie uit 2005:
- De verhaallijn is aangepast. Het verhaal van de opa met zijn kleinzoon is verwijderd.
- Er is een voorshow toegevoegd. De ruimte waar dit plaatsvindt had voorheen geen betekenis.
- Vrijwel alle poppen in de attractie zijn verwijderd.
- Op diverse punten zijn bewegende silhouetten zichtbaar op de muren.
- De lichteffecten zijn op een aantal punten aangepast.
- De entree, voorgevel en entreehal zijn aangepast.
- De wachtruimte is deels opnieuw ingericht. Zo is het sein verplaatst en kunnen bezoekers in de wachtrij een quiz spelen.

### 2005 - 2020
De ruimte waar de wachtrij met bezoekers doorheen werden gedirigeerd was een expositieruimte met allerlei attributen die te maken hadden met werken op het spoor, zoals treinkaartjes, lampen en bordjes. In het midden van de ruimte stonden twee poppen van een opa en zijn kleinzoon. De opa vertelde zijn kleinzoon over zijn arbeidsverleden bij de spoorwegen.
Bezoekers wachtten voor een rood sein en als het sein op wit sprong mochten er maximaal vier personen naar binnen. Door een deur kwam men op het perron, waar een voertuig voor vier personen klaar stond. 

Het voertuig in de vorm van een mijnwagen reed langs een stoomlocomotief waarin treinpersoneel aan het werk was. Aan het einde van de scène was er bijna een aanrijding met een grote stoomlocomotief. Via een draaischijf reed het voertuig verder door twee grote deuren, waarna men in de werkplaats terechtkwam. Het voertuig kwam tot stilstand achter een stoomtrein. Het voertuig draaide 90 graden, waarna een 'spoorwegmedewerker' uit de stoomlocomotief kwam en naar de bezoekers riep. Hierop werd het licht in de werkplaats gedoofd waarna het voertuig in een "vrije val" 3 meter naar beneden zakte en onder de stoomlocomotief terecht kwam. Vervolgens maakte het voertuig vaart, reed het via bochten door een donkere tunnel en kwam onder en boven het geluid van treinen te horen. Vervolgens passeerde het voertuig een rood sein. Hierop reed het voertuig tussen twee personenwagons door op twee felle koplampen af en was er het harde geluid van een afremmende trein hoorbaar. De lichten doofden, waarna een Mat '34 treinstel oplichte. In de laatste scène rijdt het voertuig langs een feestelijke bijeenkomst van twee personen die al 60 jaar bij het spoor werken. Tot slot reed het voertuig door een grote deur, waarna de rit eindigde. Op het perron zaten opa en zijn zoon, die ook in de wachtrij als blikvanger waren geposteerd, samen op een bankje na te praten.

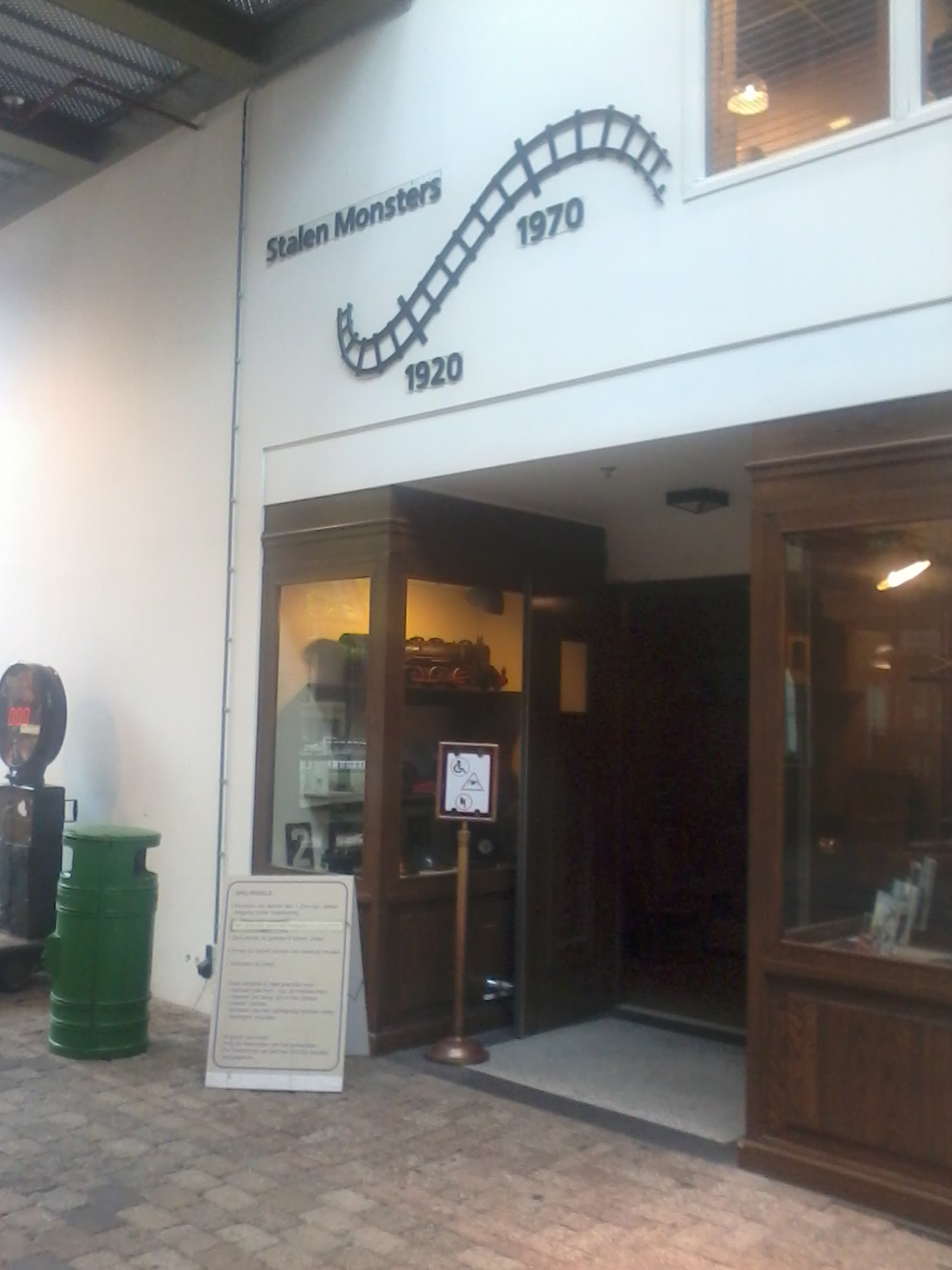
Entree
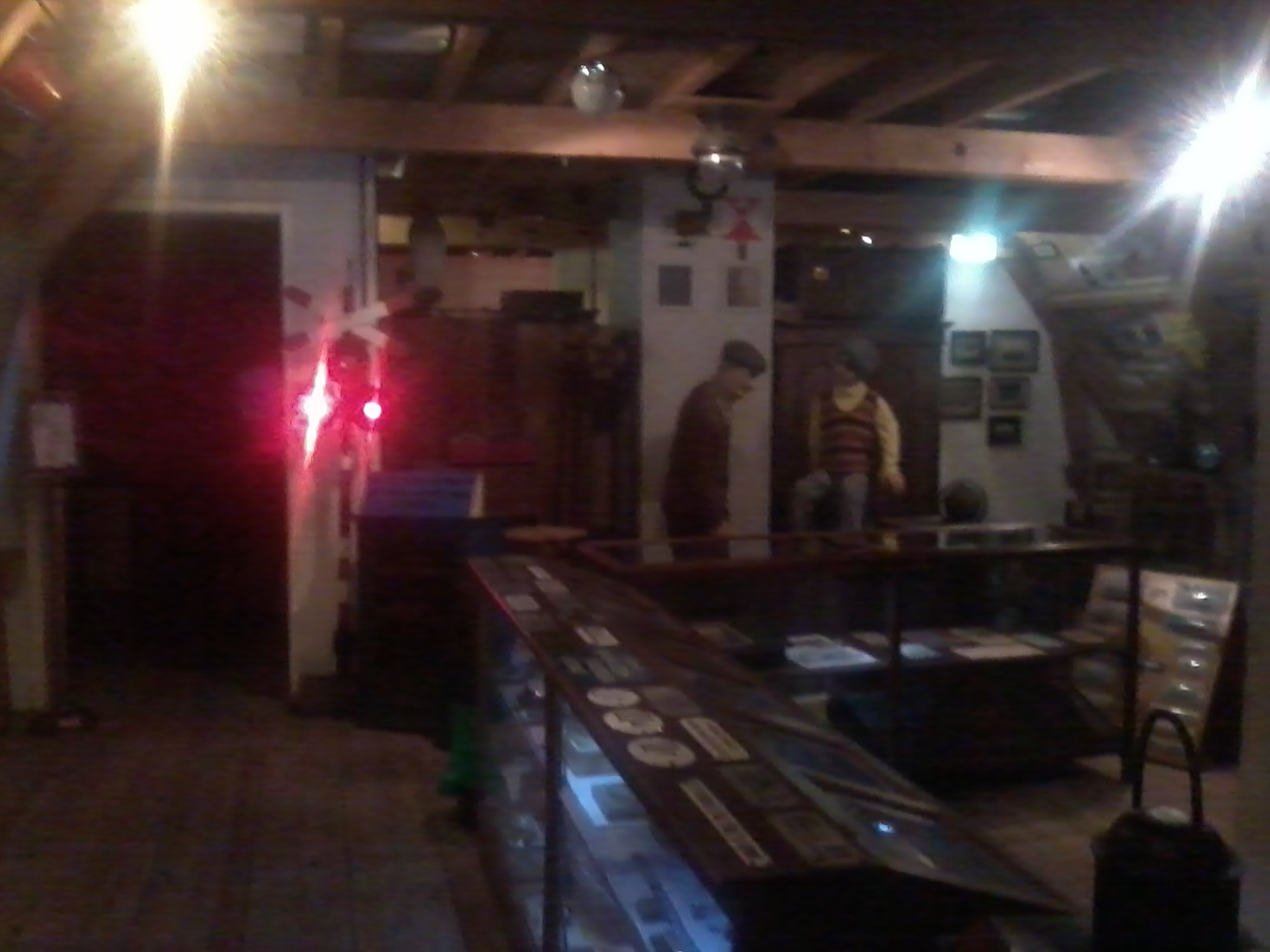
Wachtruimte met de poppen met opa en kleinzoon.

## Techniek
Het transportsysteem van de darkride is ontworpen door Kumbak Coasters en de elektrotechniek van onder andere de voertuigen komt uit de handen van Imtech.
Aan het begin van de scène worden bezoekers begroet door de schaduw van een medewerker vanuit het seinhuis. De techniek hierachter is gebaseerd op het schimmenspel.
Het effect in de scène alsof er een trein op het voertuig af komt rijden, is in het echt een schuifdeur met twee grote lampen. Wanneer een voertuig de scène betreedt, schuift de deur langzaam open.
Op verschillende plaatsen in de darkride staat spoorwegpersoneel opgesteld. Hiervoor zijn etalagepoppen gebruikt.

## Wetenswaardigheden
- Achter het onderste gedeelte van de vrije val bevindt zich de "remise". Hier staan meerdere voertuigen opgesteld. Tegenwoordig is dit gedeelte afgeschermd met een zwart gordijn, waardoor de "remise" voor bezoekers niet meer zichtbaar is.

Station Utrecht Maliebaan · Heimwee Express · Pendeldienst naar Utrecht Centraal · Afbeeldingen